# Экономический пузырь
Экономи́ческий пузы́рь (также называемый «спекулятивным», «рыночным», «ценовым», «финансовым», биржевым) — существенное отклонение в процессе торгов цены некоторого актива (недвижимости, ценной бумаги и т. п.) от её справедливого значения. Как правило, возникновение пузыря характеризуется ажиотажным спросом на актив, в результате чего цена на него значительно вырастает, что, в свою очередь, вызывает дальнейший рост спроса. Дополнительным фактором «раздувания» цены могут быть и завышенные недостоверные статистические данные и отчёты.
Рано или поздно происходит корректировка рынка, цена актива возвращается к сбалансированному значению.
Обычно корректировка происходит намного быстрее, чем первоначальное надувание пузыря. Поэтому приводит к панике среди инвесторов и вызывает лавину продаж актива с дальнейшим падением цены. Процесс постепенного роста цены напоминает медленное надувание мыльного пузыря, а процесс быстрой корректировки напоминает его лопанье или схлопывание, что и объясняет происхождение термина «экономический пузырь».
Экономические пузыри сильно искажают информацию о реальной стоимости активов, дезинформируют инвесторов, провоцируют нерациональные инвестиционные решения и в конечном счёте приносят серьёзные убытки владельцам актива и лицам, зависящим от них. При больших объёмах сделок ущерб причиняется целым отраслям, локальным и глобальным финансовым системам.

## Определение пузыря
Рассмотрим некоторый актив, цена которого может меняться со временем. Пусть {\displaystyle q_{t}} — цена актива в некоторый период времени {\displaystyle t}. Тогда доход от владения активом складывается из двух частей:
- текущего дохода {\displaystyle d_{t}} (дивидендов по акции, купонного дохода по облигации, арендной платы за жилье и т. д.);
- изменения цены актива в следующем периоде {\displaystyle q_{t+1}-q_{t}} (увеличения или уменьшения стоимости ценной бумаги, недвижимости и т. д.).

Если просуммировать весь будущий дисконтированный доход, то он образует справедливую цену актива. В отсутствие пузыря именно она лежит в основе текущей цены, и на неё ориентируются инвесторы при принятии решения о вложении денег. В нормальной ситуации инвесторы не ожидают быстрого роста цен в будущем, и поэтому рост в основном связан с ростом дисконтированного дохода. Например, если, благодаря инновациям, прибыль компании выросла или после ремонта квартиры выросла арендная плата, то справедливая цена актива станет выше.
При надувании пузыря ожидаемый рост цен приносит большую потенциальную выгоду, чем текущий доход. Инвесторы начинают покупать актив ради выгод от ожидаемого роста, даже если понимают, что рост является спекулятивным. Тем самым пузырь искажает инвестиционные стимулы и приводит к неоптимальным решениям. Капитал вкладывается не в отрасли, генерирующие максимальный текущий доход, а в отрасли с максимально быстрым ростом цен.

### Математическая модель
Предположим, что инвестор может вложить деньги не только в данный актив, но и в банк под процентную ставку {\displaystyle r}. Тогда в соответствии с условием отсутствия арбитража доходы от обоих вариантов вложений должны выровняться и стать одинаковыми. Математически это можно записать следующим образом: {\displaystyle (1+r)q_{t}=d_{t}+q_{t+1}}. Это выражение можно переписать:
{\displaystyle q_{t}={\frac {d_{t}}{(1+r)}}+{\frac {q_{t+1}}{(1+r)}}}
Получается, что текущая цена актива зависит от будущего дисконтированного дохода (первое слагаемое) и будущей дисконтированной цены на актив (второе слагаемое). Если в эту формулу подставить аналогичное выражение для {\displaystyle q_{t+1}}, то получится:
{\displaystyle q_{t}={\frac {d_{t}}{(1+r)}}+{\frac {d_{t+1}}{(1+r)^{2}}}+{\frac {q_{t+2}}{(1+r)^{2}}}}
Продолжая процесс подстановки, получим:
{\displaystyle q_{t}=\sum _{s=1}^{\infty }{\frac {d_{t+s-1}}{(1+r)^{s}}}+\lim _{s\to \infty }{\frac {q_{t+s}}{(1+r)^{s}}}}
Здесь по-прежнему первое слагаемое представляет собой будущий дисконтированный доход, который лежит в основе справедливой цены актива. Второе слагаемое определяет величину пузыря. Оно стремится к нулю, если будущая ожидаемая цена растет медленнее, чем дисконтирующий множитель. Если же цена растет быстро (экспоненциально), то экономический пузырь оказывает определяющее влияние на текущую цену, что приводит к разрыву между текущей и справедливой ценой. 
Равенство второго слагаемого нулю также называется условием отсутствия пузыря. Оно означает, что приведенная стоимость актива на бесконечности должна равняться нулю. Другими словами, на бесконечном временном горизонте темп роста цены актива не должен превышать процентной ставки. Решение рекуррентного уравнения, в котором отсутствует пузырь, называется фундаментальным .

## Причины
Возникновение экономических пузырей может быть следствием объективных сложностей при определении фундаментальной стоимости, результатом спекуляций или следствием ограниченной рациональности. Было также показано, что пузыри могут возникать и в ситуациях, когда участники рынка вполне способны верно оценить активы вследствие игры друг против друга или других взаимозависимостей игроков, и даже в ситуациях, когда невозможна спекуляция.
Различают рациональные и нерациональные пузыри. Существование рационального пузыря не противоречит рациональным ожиданиям инвесторов и условию отсутствия арбитража. Нерациональные пузыри им противоречат.

### Рациональный пузырь
Существование рационального пузыря возможно, если ожидаемый темп роста соответствует ставке {\displaystyle r}.
{\displaystyle \mathbb {E} _{t}B_{t+1}=B_{t}(1+r)}
В противном случае не выполняется условие отсутствия арбитража. Если пузырь растет быстрее, то это вызывает приток инвестиций, что ускоряет рост. Более низкий темп роста по сравнению с альтернативным вариантом вложений по ставке {\displaystyle r} вызовет отток инвестиций, что скорее приведет к схлопыванию пузыря. Выделяют следующие виды рациональных пузырей.
1. Детерминистический — растет с предопределенным темпом {\displaystyle r}.
2. Случайно лопающийся — растет с ожидаемым темпом {\displaystyle r}. При этом вероятность его схлопывания в каждом периоде составляет {\displaystyle \alpha }. В конечном счете пузырь схлопывается почти наверное.
3. Внутренний — зависит от фундаментальных показателей, но при этом является следствием чрезмерно активной реакции инвесторов на изменение фундаментальной стоимости.

Определение рационального пузыря укладывается в теорию большего дурака, которая объясняет развитие пузыря поведением неизменно оптимистичных участников рынка (дураков), которые покупают переоцененные активы, надеясь продать их другим алчным спекулянтам (бо́льшим дуракам) по большей цене. В соответствии с этим объяснением, пузыри растут, пока дураки могут находить бо́льших дураков, чтобы перепродать им переоцененные активы и лопаются, когда бо́льший дурак становится величайшим дураком, который заплатил самую высокую цену за актив, и уже не может найти, кому бы его продать.

### Нерациональный пузырь
Возникновение нерациональных пузырей тесно связано с ограниченно рациональным или нерациональным поведением инвесторов. Так, американский экономист Роберт Шиллер выделяет следующие причины возникновения пузырей на фондовом рынке и рынке недвижимости:
- Бурный рост капитализма и общество собственников.
- Культурные и политические изменения, способствующие развитию бизнеса.
- Новые информационные технологии.
- Благоприятная кредитно-денежная политика.
- Рост/падение рождаемости.
- Расширение делового блока новостей.
- Оптимистичные прогнозы аналитиков.
- Распространение пенсионных планов с фиксированными взносами.
- Рост фондов взаимных инвестиций.
- Снижение инфляции и эффект денежной иллюзии.
- Увеличение объёмов торговли: дисконтные брокеры, дневные трейдеры и круглосуточный трейдинг.
- Расширение возможностей для азартных игр[6].

## Последствия
Поскольку на реальном рынке трудно выявить истинную стоимость товара, пузыри, как правило, обнаруживаются только пост-фактум, после внезапного падения цен. Такое падение известно как «схлопывание» пузыря. И рост, и схлопывание пузыря являются примерами регулирования с положительной обратной связью, в отличие от регулирования с отрицательной обратной связью, которое должно определять равновесную цену в случае нормальных рыночных условий. Цены в экономическом пузыре зачастую хаотически флуктуируют и не могут быть определены исключительно из соотношения спроса и предложения.
Экономические пузыри в целом считаются вредными для экономики, поскольку приводят к неоптимальному распределению и расходу ресурсов. Кроме того, обвал, обычно следующий за экономическим пузырём, может уничтожить огромное количество капитала и вызвать продолжительный спад в экономике. Длительный период безрисковых прибылей может продлить период спада, как это было для значительной части мира во время Великой депрессии в 1930-х годах и в 1990-х в Японии, во время бума недвижимости. Последствия схлопывания пузыря могут не только опустошить национальную экономику, но и откликнуться за её границами.
Ещё один важный аспект экономических пузырей — их взаимодействие со сформировавшейся традицией расходования. Участники рынка с переоценёнными активами склонны тратить больше, поскольку чувствуют себя богатыми.
Таким образом, задачей центрального банка является слежение за адекватностью оценки активов и принятии мер для сглаживания спекулятивной активности. Обычно такой мерой является увеличение ставки рефинансирования, то есть стоимости заёмных денег.
Когда пузырь развивается на рынке капитала, он называется биржевым пузырём. Как правило, очень трудно заранее отличить разрастающийся биржевой пузырь от обычного «бычьего» тренда.

## Предсказание сдутия пузыря
Спрогнозировать сдутие пузыря весьма затруднительно, поскольку оно обычно представляет собой слом старой экономической модели (катастрофа) и даже если новая модель известна, то точный момент предсказать невозможно.